# Die Ärzte
I Die Ärzte sono un gruppo punk rock tedesco.

## Storia del gruppo

Logo del gruppo

Gli Ärzte vennero fondati a Berlino nel 1982. La band era inizialmente composta da Bela B., Farin Urlaub e da Sahnie. Quest'ultimo già nei primi anni di vita della band decise di proseguire per la sua strada e così nel gruppo gli succedette Hagen Liebling, chiamato the incredible Hagen, il quale però non venne mai a far parte realmente del gruppo. Dopo numerose vicissitudini i "Die Ärzte" furono costretti a dividersi nel 1989 ed i suoi componenti crearono nuovi gruppi come i Depp Jones e King Køng.
Nel 1993 la band si riformò con un nuovo bassista, Rod, il quale continua a farne parte. Nella loro lunga carriera hanno inciso oltre venti dischi. Uscì nel novembre del 2007 un album che li riportò in auge dal titolo Jazz ist anders, da cui deriva il singolo Junge uscito il 5 ottobre ed altri due singoli, Lasse redn e Lied vom scheitern.
La band si fa chiamare in tedesco "Die Beste Band Der Welt", ovvero "la miglior band del mondo".

## Formazione
- Farin Urlaub - voce, chitarra
- Bela B. - voce, batteria
- Rod González - basso elettrico, voce

### Formazione del passato
- Sahnie - basso, voce
- Hagen Liebling - basso

## Discografia
- 1984 – Debil
- 1985 – Im Schatten der Ärzte
- 1986 – Die Ärzte
- 1987 – Ist das alles? 13 Höhepunkte mit den Ärzten
- 1987 – Ab 18
- 1988 – Das ist nicht die ganze Wahrheit...
- 1988 – Live - Nach uns die Sintflut
- 1993 – Die Bestie in Menschengestalt
- 1995 – Planet Punk
- 1996 – Le Frisur
- 1998 – 13
- 1999 – Live - Wir wollen nur deine Seele
- 2000 – Live- Satanische Pferde
- 2000 – Runter mit den Spendierhosen, Unsichtbarer!
- 2001 – 5,6,7,8- Bullenstaat
- 2001 – Männer haben kein Gehirn
- 2002 – Unplugged - Rock'n'roll Realschule
- 2003 – Geräusch
- 2005 – Debil
- 2006 – Bäst of
- 2007 – Jazz ist anders
- 2012 – Auch (album)
- 2020 – Hell
- 2021 – Dunkel

## VHS e DVD
- 1985 – Richy Guitar (Film, VHS)
- 1988 – Die Beste Band Der Welt (… und zwar live) I (VHS)
- 1989 – Die Beste Band Der Welt (… und zwar live) II (VHS)
- 1996 – Gefangen im Schattenreich von Die Ärzte (VHS)
- 1996 – Noch mehr gefangen im Schattenreich von Die Ärzte (VHS)
- 1999 – Killer (VHS)
- 2000 – Killer (DVD)
- 2002 – MTV Unplugged: Rock'n'Roll Realschule (VHS/DVD)
- 2003 – Vollkommen Gefangen im Schattenreich von die ärzte (DVD)
- 2004 – Die Band, die sie Pferd nannten (DVD)
- 2009 – Overkiller (DVD)